# Station Chełmce
Station Chełmce is een spoorwegstation in de Poolse plaats Chełmce.